# William I. Robinson

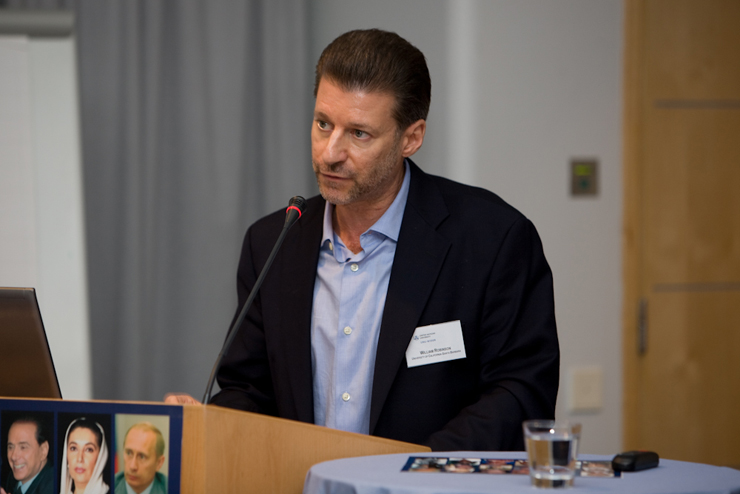

William I. Robinson (* 28. März 1959) ist ein US-amerikanischer Sozial- und Politikwissenschaftler. Er lehrt und forscht als Professor für Soziologie an der University of California, Santa Barbara. Robinson ist politisch aktiv und gilt als Kritiker US-amerikanischer Politik gegenüber der „Dritten Welt“, vor allem in Lateinamerika.

## Leben
Robinson studierte ab den 1970er Jahren in Huntington, Ibadan, Nairobi und Costa Rica und arbeitete lange hauptsächlich als Journalist. 1994 promovierte er an der University of New Mexico und lehrte anschließend an der Universität von New Mexico, New Mexico State University und University of Tennessee. Seit 2001 ist er Professor für Soziologie mit Schwerpunkt Lateinamerika an der Universität Kalifornien in Santa Barbara.
Robinson bezeichnet sich selbst als Marxisten und ist stark von Antonio Gramsci beeinflusst.

## Zitat
"How are we to understand our world? Our everyday experiences are played out in milieus. These milieus are linked to institutions that organize our lives and bind us to a great many people. Varied and encompassing combinations of institutions and their interrelations form social structures. History, or how social structures have changed over time, tells us where we came from, how we have arrived at the present, and where we are headed. To see our own personal existence as bound up with history and social structures is to acquire what the great modern sociologist C. Wright Mills called the sociological imagination, 'the most fruitful form of self consciousness.' Democracy, or the ability to exercise a measure of control over the vital affairs of our lives as they are played out in personal milieus connected to historical processes and social structures, is, I believe, the great problem of our age."

Übersetzung: „Wie haben wir unsere Welt zu verstehen? Unsere täglichen Erfahrungen spielen sich in Milieus ab. Diese Milieus sind mit Institutionen verknüpft, die unser Leben organisieren und uns vielen Leuten verpflichten. Mannigfaltige und einschränkende, zusammengeschlossene Einrichtungen und ihre Wechselbeziehungen bilden soziale Strukturen. Geschichte, oder wie sich soziale Strukturen im Laufe der Zeit geändert haben, erklärt uns, woher wir kamen, wie wir geworden sind und wohin wir gehen werden. Unsere persönliche Existenz als verbunden mit Geschichte und sozialen Strukturen zu erkennen, ist, was der große moderne Soziologe C. Wright Mills die soziologische Fantasie nannte, ‚die fruchtbarste Form von Selbstbewusstsein‘.  Demokratie oder die Fähigkeit, eine angemessene Kontrolle über die wichtigen Vorgänge in unserem Leben auszuüben, die im persönlichen Milieu mit historischen Prozessen und sozialen Strukturen zusammenhängen – das ist, glaube ich, das große Problem unseres Zeitalters.“

## Schriften
- A Theory of Global Capitalism: Production, Class and State in a Transnational World. Johns Hopkins University Press, Baltimore 2004.
- Transnational Conflicts: Central America, Social Change and Globalization. Verso, London 2003.
- Promoting Polyarchy: Globalization, U.S. Intervention, and Hegemony. Cambridge University Press, Cambridge 1996.
- A Faustian Bargain: U.S. Intervention in the Nicaraguan Elections and American Foreign Policy In the Post Cold War Era. Westview Press, Boulder 1992.
- David and Goliath: The U.S. War Against Nicaragua. Monthly Review Press, New York 1987.